# Galaxy 10R
O Galaxy 10R (G-10R) foi um satélite de comunicação geoestacionário construído pela Boeing (Hughes). Ele esteve localizado na posição orbital de 108 graus de longitude oeste e foi operado inicialmente pela PanAmSat e posteriormente pela Intelsat. O satélite foi baseado na plataforma HS-601HP e sua expectativa de vida útil era de 15 anos. O mesmo saiu de serviço em junho de 2008 e foi transferido para uma órbita cemitério.

## História
O Galaxy 10R foi um satélite de comunicações americano, que foi operado pela PanAmSat, e mais tarde pela Intelsat. Ele foi construído para substituir o satélite Galaxy 10, que havia sido perdido em uma falha no lançamento durante o voo inaugural do Delta III em 1998. Foi lançado apenas 14 meses após a assinatura do contrato para a construção do satélite, devido à produção de componentes de antecedência pela Hughes, o que permitiu a produção rápida de satélites de substituição. 
Após o seu lançamento e testes em órbita, foi colocado em órbita geoestacionária a 123° oeste, de onde prestava serviços de comunicação para a América do Norte. Era de se esperar que o satélite permanecesse em serviço por 15 anos, porém após uma falha de seu sistema de propulsão em agosto de 2004, reduziu o seu tempo de vida útil. Ele foi retirado para uma órbita cemitério em junho de 2008.

## Lançamento
O satélite foi lançado com sucesso ao espaço no dia 25 de janeiro de 2000, às 01:12 UTC, por meio de um veículo Ariane-42L H10-3 a partir do Centro Espacial de Kourou, na Guiana Francesa. Ele tinha uma massa de lançamento de 3 475 kg.

## Capacidade e cobertura
O Galaxy 10R era equipado com 24 transponders em banda C e 24 em banda Ku para fornecer comunicações de voz digitais para a América do Norte.